# Ooooooohhh… On the TLC Tip
Ooooooohhh... On the TLC Tip är debutalbumet av den amerikanska R&B-gruppen TLC, utgivet den 25 februari 1992 på LaFace Records. Albumet, som producerades under ledning av skivbolagets ägare Babyface och L.A. Reid, inrymmer hiphop och new jack swing. Albumet nådde som bäst plats 14 på Billboard 200 i USA, där det senare har sålts i över fyra miljoner exemplar (4xplatina).
Titeln Ooooooohhh... On the TLC Tip kommer från den sista raden ur Lisa Lopes rapdel i singeln "Ain't 2 Proud 2 Beg", en låt om sexuell befrielse ur ett kvinnligt, humoristiskt perspektiv. I låtens musikvideo, som främjade säkrare sex, hade Lopes fäst ett inslaget kondompaket på sitt vänstra öga och fick därav smeknamnet Left Eye. Med uppföljarsingeln "Baby-Baby-Baby" nådde gruppen andra plats på Billboard Hot 100. Flera låtar bygger på samplingar från andra artisters låtar.

## Bakgrund
TLC skrev kontrakt med skivbolaget LaFace Records den 16 augusti 1991 och började producera sitt debutalbum. Bandet arbetade tillsammans med Babyface, L.A. Reid, Dallas Austin, De Funky Bunch, Jermaine Dupri och Marley Marl, som hjälpte Lopes med låtskrivandet. Albumet spelades in vid Doppler Studios, Studio LaCoCo och Bosstown Recording Studios i Atlanta samt vid House Of Hits i New York. Produktionen slutfördes i december 1991.

## Mottagande
Steve Huey på Allmusic betygsatte albumet 3/5 och skrev att "fastän det är ojämnt förtjänar de bästa stunderna på On the TLC Tip sin popularitet, och banade vägen för gruppens dundersuccé vid nästa tillfälle".

## Låtlista
| Nr  | Titel                         | Kompositör                                                            | Producent                                | Längd |
| --- | ----------------------------- | --------------------------------------------------------------------- | ---------------------------------------- | ----- |
| 1.  | Intro                         |                                                                       |                                          | 0:30  |
| 2.  | Ain't 2 Proud 2 Beg           | Dallas Austin, Lisa Lopes                                             | Austin                                   | 5:36  |
| 3.  | Shock Dat Monkey              | Antonio "L.A." Reid, Kenneth "Babyface" Edmonds, Daryl Simmons, Lopes | Reid, Edmonds, Simmons*, Kevin Roberson* | 5:08  |
| 4.  | Intermission I                |                                                                       |                                          | 0:19  |
| 5.  | Hat 2 da Back                 | Austin, Lopes, Kevin Wales                                            | Austin                                   | 4:16  |
| 6.  | Das Da Way We Like 'Em        | Marley Marl, Tionne Watkins, Rozonda Thomas, Lopes                    | Marl                                     | 5:01  |
| 7.  | What About Your Friends       | Austin, Lopes                                                         | Austin                                   | 4:53  |
| 8.  | His Story                     | Austin                                                                | Austin                                   | 4:23  |
| 9.  | Intermission II               |                                                                       |                                          | 0:59  |
| 10. | Bad by Myself                 | Jermaine Dupri, Dionne Farris, Terrence Shelton, Lopes                | Dupri, De Funky Bunch                    | 3:55  |
| 11. | Somethin' You Wanna Know      | Simmons, Roberson, Edmonds, Reid, Lopes                               | Simmons, Roberson                        | 5:43  |
| 12. | Baby-Baby-Baby                | Edmonds, Reid, Simmons                                                | Edmonds, Reid, Simmons                   | 5:15  |
| 13. | This Is How It Should Be Done | Marl, Lopes                                                           | Marl                                     | 4:27  |
| 14. | Depend on Myself              | Austin, Lopes                                                         | Austin                                   | 4:11  |
| 15. | Conclusion                    |                                                                       |                                          | 0:48  |

* betecknar en medproducent

## Samplingar
Flera av låtarna på albumet innehåller samplingar från andra artisters låtar.
| Ain't 2 Proud 2 Beg - "School Boy Crush" av Average White Band - "Jungle Boogie" av Kool and the Gang - "Escape-ism" av James Brown - "Fly, Robin, Fly" av Silver Convention - "Take Me to the Mardi Gras" av Bob James - "I Want to Take You Higher" av Sly and the Family Stone - "Get Me Back on Time, Engine Number 9" av Wilson Pickett Shock Dat Monkey - "Get Me Back on Time, Engine Number 9" av Wilson Pickett - "Funky Drummer" av James Brown - "Funky President (People It's Bad)" av James Brown - "Slippin' Into the Darkness" av War - "The Champ" av The Mohawks - "Impeach the President" av The Honey Drippers - "God Make Me Funky" av The Headhunters feat. The Pointer Sisters - "Kool is Back" av Funk, Inc. - "Different Stroke" av Syl Johnson - "Shock the Monkey" av Peter Gabriel Hat 2 da Back - "Big Ole Butt" av LL Cool J - "What Makes You Happy" av KC & the Sunshine Band - "Here We Go (Live at the Funhouse)" av Run-D.M.C. - "Shut the Eff Up! (Hoe)" av MC Lyte - "Synthetic Substitution" av Melvin Bliss - "Poetry" av Boogie Down Productions - "Hihache" av Lafayette Afro Rock Band | Das Da Way We Like 'Em - "Think (About It)" av Lyn Collins - "UFO" av ESG What About Your Friends - "Blues and Pants" av James Brown - "Sing a Simple Song" av Sly and the Family Stone Bad by Myself - "Welcome to the Terrordome" av Public Enemy - "Peter Piper" av Run-D.M.C. - "Last Night Changed It All" av Esther Williams - "Peace is Not the Word to Play" av Main Source This is How It Should Be Done - "We're a Winner" av The Impressions - "I Know You Got Soul" av Eric B. & Rakim Depend on Myself - "Son of Shaft" av The Bar-Kays - "Humpin'" av The Bar-Kays - "The Assembly Line" av Commodores - "Scorpio" bavy Dennis Coffey and The Detroit Guitar Band |

## Listplaceringar
| Lista (1992)                | Högsta position |
| --------------------------- | --------------- |
| Kanada (RPM)                | 43              |
| USA (Billboard 200)         | 14              |
| USA Heatseekers (Billboard) | 2               |
| USA R&B Albums (Billboard)  | 3               |